# Valerie Amos
Pour les articles homonymes, voir Amos.
Valerie Ann Amos (née le 13 mars 1954) est une femme politique et une diplomate du Parti travailliste britannique qui a été le huitième secrétaire général adjoint pour les Affaires humanitaires et Coordinateur des secours d'urgence des Nations unies. Avant sa nomination à l'ONU, elle a été haut-commissaire britannique en Australie. Elle est créée pair à vie en 1997, occupant le poste de leader de la Chambre des lords et de lord présidente du Conseil de 2003 à 2007.
Lorsque Amos est nommée secrétaire d'État au Développement international le 12 mai 2003, à la suite de la démission de Clare Short, elle est devenue la première femme noire, asiatique et appartenant à une minorité ethnique (BAME) à occuper le poste de ministre. Elle quitte le Cabinet lorsque Gordon Brown est devenu Premier ministre. En juillet 2010, le secrétaire général des Nations unies Ban Ki-moon annonce la nomination de la baronne Amos au poste de secrétaire général adjoint pour les Affaires humanitaires et Coordinateur des secours d'urgence. Elle prend son poste le 1er septembre 2010 et est restée en fonction jusqu'au 29 mai 2015. En septembre 2015, elle est nommée directrice de la School of Oriental and African Studies de l'université de Londres devenant ainsi la première femme noire à diriger une faculté britannique. Le 1er août 2020, elle prend la direction de l'University College d'Oxford, succédant à Sir Ivor Crewe,.

## Jeunesse
Amos est née en Guyane britannique (aujourd'hui Guyana) en Amérique du Sud et fréquente le lycée technique pour filles de Bexley (maintenant Townley Grammar School), à Bexleyheath. Elle obtient un diplôme en sociologie à l'université de Warwick (1973-1976) et suit également des cours d'études culturelles à l'université de Birmingham et à l'université d'East Anglia.

## Carrière
Après avoir travaillé dans le domaine de l'égalité des chances, de la formation et des services de gestion dans les collectivités locales des arrondissements londoniens de Lambeth, Camden et Hackney, elle est devenue directrice de la Commission pour l'égalité des chances de 1989 à 1994.
En 1995, elle cofonde le cabinet de conseil Amos Fraser Bernard et conseille le gouvernement sud-africain sur la réforme de la fonction publique, les droits de l'homme et l'équité en matière d'emploi.

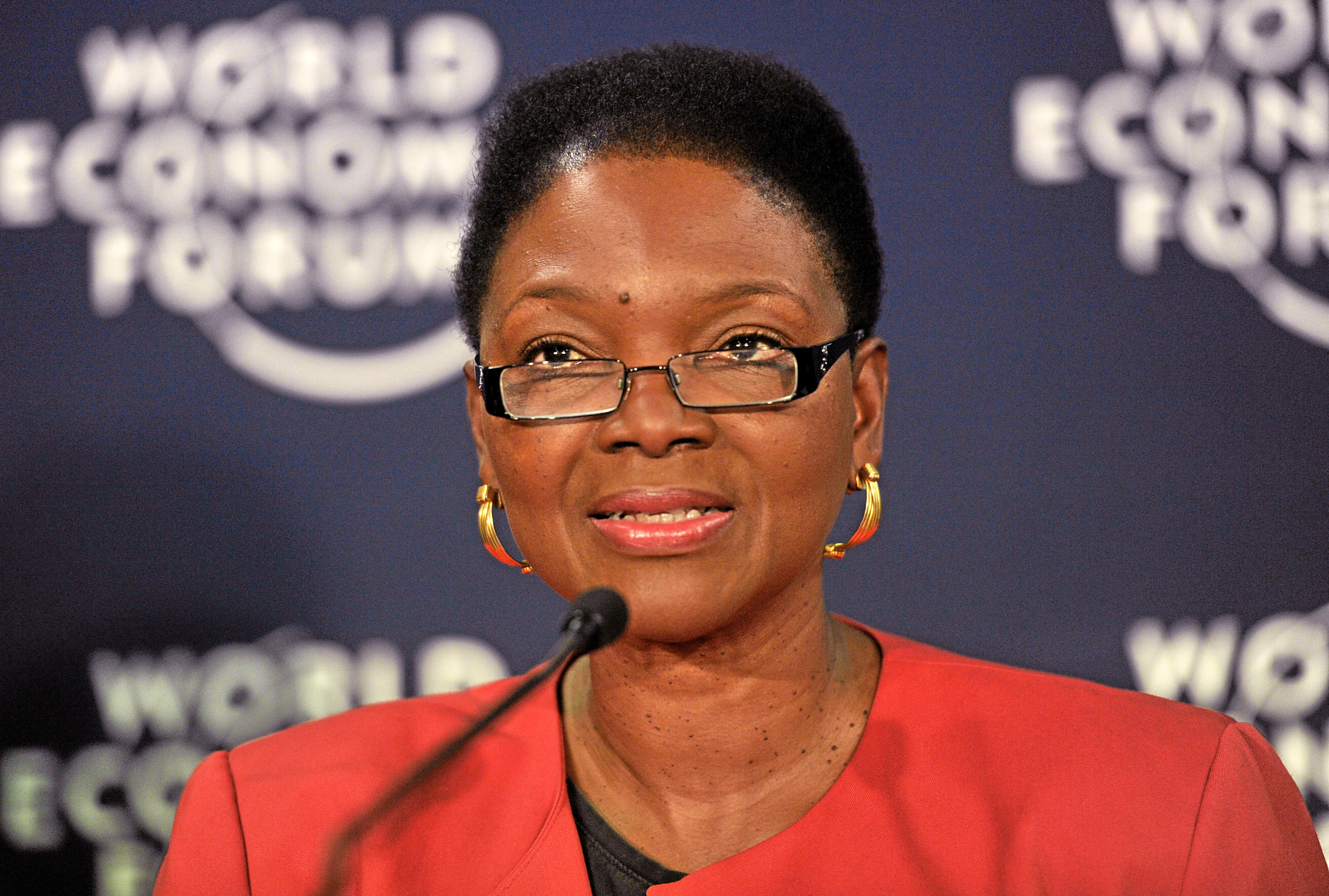
Amos pendant le WEF 2013.

Elle est également vice-président du Runnymede Trust (1990-1998), administrateur de l'Institute for Public Policy Research, administrateur non exécutif de l'University College London Hospitals Trust, administrateur du Voluntary Service Overseas, président de l'Afiya. Trust, membre du conseil d'administration du Sierra Leone Titanium Resources Group, administrateur du Hampstead Theatre et président du conseil des gouverneurs du Royal College of Nursing Institute.
En septembre 2015, elle est devenue la neuvième directrice de l'université SOAS de Londres, elle est la première femme d'origine africaine à être directrice d'un institut d'enseignement supérieur en Grande-Bretagne. En 2019, elle codirige un rapport des universités (UUK) et de l'Union nationale des étudiants (NUS) traitant de la disparité entre la proportion de « meilleurs diplômes atteint par les blancs et les noirs, les asiatiques et les minorités étudiants ethniques (BAME) ».

## Carrière politique
Amos est élevée à la pairie en août 1997 en tant que baronne Amos, de Brondesbury dans le Borough londonien de Brent,. À la Chambre des lords elle est membre coopté de la sous-commission F (Affaires sociales, éducation et affaires intérieures) du Comité restreint des Communautés européennes 1997-1998. De 1998 à 2001, elle est whip du gouvernement à la Chambre des lords et également porte-parole pour la sécurité sociale, le développement international et les questions féminines ainsi que l'une des porte-parole du gouvernement à la chambre des lords pour les affaires étrangères et du Commonwealth. La baronne Amos est nommée sous-secrétaire parlementaire pour les affaires étrangères et du Commonwealth le 11 juin 2001, chargée de l'Afrique, Commonwealth, Caraïbes, Territoires d'outre-mer; Questions consulaires et personnel du FCO.
La baronne Amos est nommée secrétaire au développement international après que la titulaire, Clare Short, ait démissionné de son poste à l'approche de l'invasion de l'Irak par les États-Unis et le Royaume-Uni en 2003. Bien qu'elle ait apparemment travaillé dans le domaine du développement, elle visite des pays africains membres tournants du Conseil de sécurité, les encourageant à soutenir l'attaque.
La baronne Amos est nommée leader de la Chambre des lords le 6 octobre 2003, à la suite du décès de Gareth Williams, ce qui signifie que son mandat de secrétaire d'État au Développement international a duré moins de six mois.
Le 17 février 2005, le gouvernement britannique propose Lady Amos à la tête du Programme des Nations unies pour le développement, mais sa candidature n'est pas retenue.

## Diplomate
La baronne Amos quitte le cabinet lorsque Gordon Brown succède à Tony Blair en tant que Premier ministre en juin 2007. Brown la propose comme représentante spéciale de l'Union européenne auprès de l'Union africaine. Cependant, le diplomate de carrière belge Koen Vervaeke est nommé à ce poste. Elle est membre du Comité des membres du Commonwealth, qui présente son rapport sur les modifications potentielles des critères d'adhésion au Commonwealth des nations lors de la réunion des chefs de gouvernement du Commonwealth 2007 à Kampala, en Ouganda.
Le 8 octobre 2008, elle rejoint le conseil d'administration de la Fédération anglaise de football pour la candidature de l'Angleterre à l'organisation de la Coupe du monde 2018. Cela a été décrit comme un « rendez-vous surprise », car elle n'a aucun intérêt marqué pour le football (malgré son intérêt pour le cricket) ou aucune expérience dans un travail similaire comme la candidature aux Jeux olympiques de 2012.
Le 4 juillet 2009, elle est nommée haut-commissaire britannique en Australie en remplacement d'Helen Liddell (aujourd'hui baronne Liddell) et prend ses fonctions en octobre 2009.
En 2010, le secrétaire général des Nations unies, Ban Ki-moon annonce la nomination d'Amos au poste de secrétaire général adjoint pour les Affaires humanitaires et Coordinateur des secours d'urgence. En mars 2012, elle s'est rendue en Syrie au nom de l'ONU pour faire pression sur le gouvernement syrien afin qu'il autorise l'accès à toutes les régions de la Syrie pour aider les personnes touchées par le soulèvement syrien de 2011-2012.
En 2015, la directrice générale de l'Organisation mondiale de la santé Margaret Chan nomme Amos comme membre du groupe de réflexion sur la réforme de cette organisation.

## Honneurs
Lady Amos est professeur honoraire à l'université de Thames Valley en 1995 en reconnaissance de son travail sur l'égalité et la justice sociale. Le 1er juillet 2010, Amos reçoit un doctorat honorifique (Hon DUniv) de l'université de Stirling en reconnaissance de son « service exceptionnel à notre société et de son rôle de modèle de leadership et de réussite pour les femmes d'aujourd'hui ». Elle a également reçu les diplômes honorifiques de docteur en droit (Hon LLD) de l'université de Warwick en 2000 et de l'université de Leicester en 2006.
Elle est nommée Compagnon de l'ordre des compagnons d'honneur (CH) lors des honneurs d'anniversaire de 2016 pour ses services aux Nations unies,.
En 2017, la baronne Amos reçoit un diplôme honorifique à l'université du Middlesex, « reconnaissant ainsi les réalisations au plus haut niveau ainsi que le dévouement aux devoirs publics et faisant une différence dans la vie des autres ».
Elle est élue membre de l'Académie américaine des arts et des sciences - membre honoraire international (2019).
Le 31 décembre 2021, elle est nommée au sein de l'ordre de la Jarretière.

## Vie privée
Amos est une passionnée de cricket et a parlé de son amour du jeu avec Jonathan Agnew sur Test Match Special pendant la pause déjeuner du premier jour du test-match de l'Angleterre contre la Nouvelle-Zélande à Old Trafford en mai 2008,.
Après avoir démissionné du cabinet, la baronne Amos prend un poste d'administrateur auprès de Travant Capital, un fonds de capital-investissement nigérian lancé en 2007.
La baronne Amos ne s'est jamais mariée et n'a pas d'enfants.

## Distinctions
- Chevalier de l'ordre de la Jarretière (KG) en 2021.